# Grote vuurtoren van Borkum
De Grote vuurtoren (Duits: Große Leuchtturm of Neue Leuchtturm) is een ronde, uit bruine baksteen opgetrokken vuurtoren. Het is een van de drie vuurtorens op het eiland Borkum. Het staat ook bekend als het Westereems-Quermarkenfeuer. De vuurtoren verving de door brand verwoeste oude vuurtoren van Borkum. De Grote Vuurtoren is nog tot op de dag van vandaag in gebruik.

## De vuren
De toren heeft tegenwoordig een groepsschitterlicht (24 nM bereik) op 63 meter hoogte. In een periode van 12 seconden geeft het twee schitteringen van elk 0,2 seconde met een verduistering van 2,8 en 8,8 seconden. Enkele meters lager is een sectorlicht (Westereems-Quermarkenfeuer) geplaatst met een nominaal bereik van 15 nM. Dit sectorlicht heeft een rood/wit/groen vast licht en staat op 46 meter hoogte. Dit sectorlicht geeft, in combinatie met het sectorlicht van de vuurtoren van Campen een koerswisseling op de Westereems aan.